# Vol'no-Nadeždinskoe
Vol'no-Nadeždinskoe (in russo Во́льно-Наде́ждинское?) è un villaggio dell'Estremo Oriente russo (Territorio del Litorale). È il centro amministrativo del distretto Nadeždinskij.
Si trova sul fiume Šmidtovka, a 6,5 chilometri dalla sua foce nel golfo dell'Amur, a circa 37 km dalla città di Vladivostok e a 57 km da Ussurijsk. Attraverso la città passano la strada A370 «Ussuri» e la Ferrovia Transiberiana con la stazione «Nadeždinskaja».